# Super Smash Bros. for Nintendo 3DS и Wii U
Super Smash Bros. for Nintendo 3DS (яп. 大乱闘だいらんとうスマッシュブラザーズ for Nintendo 3DS Дайранто: Сумассю Бурадза:дзу фо: Нинтэндо: Сури: Ди: Эсу) и Super Smash Bros. for Wii U (яп. 大乱闘だいらんとうスマッシュブラザーズ for Wii U Дайранто: Сумассю Бурадза:дзу фо: Ви: Ю:) (сокращённо и совместно именуемые как Super Smash Bros. 4 или просто Smash 4) — две видеоигры-кроссовера в жанре файтинг 2014 года, разработанные Bandai Namco Studios и Sora Ltd., и изданные Nintendo для игровых приставок Nintendo 3DS и Wii U. Это четвёртый проект в игровой серии Super Smash Bros. и сиквел Super Smash Bros. Brawl (2008). Релиз версии для Nintendo 3DS состоялся в Японии 13 сентября 2014 года, а уже в следующем месяце игра вышла в Северной Америке, Европе и Австралии. Версия для Wii U вышла в Северной Америке, Европе и Австралии в ноябре 2014 года, а в Японии — в декабре того же года.
Как часть серии Super Smash Bros., Super Smash Bros. for Nintendo 3DS и Super Smash Bros. for Wii U представляют собой нетрадиционные файтинги, в которых игроки используют различные атаки, чтобы ослабить своих противников и выбить их с арены. Игры являются кроссоверами, где фигурируют персонажи, предметы, музыка и сцены из различных франшиз Nintendo и нескольких других сторонних франшиз. Разработка игр началась в 2012 году, после чего они были официально анонсированы на E3 2013. Разработчики намеревались создать более быстрый геймплей, чем в Super Smash Bros. Melee (2001) и более медленный, чем в Super Smash Bros. Brawl.
Появились следующие особенности: поединки с участием до восьми игроков в версии для Wii U, поддержка линейки Amiibo от Nintendo, возможность кастомизации игровых аватаров, загружаемый контент, добавляющий новых игровых персонажей и уровни, а также настраиваемые приёмы. Разработчики вырезали некоторые элементы из предыдущих игр серии, такие как сюжетный режим из Brawl. Критики похвалили удобную настройку различных частей геймплея Super Smash Bros., но раскритиковали некоторые проблемы многопользовательского режима. Обе игры хорошо продавались: к сентябрю 2022 года Nintendo продала более девяти миллионов копий версии для 3DS и более пяти миллионов копий версии для Wii U по всему миру. В 2018 году вышло продолжение Super Smash Bros. Ultimate для Nintendo Switch.

## Отзывы
| Сводный рейтинг | Сводный рейтинг | Сводный рейтинг |
| Издание         | Оценка          | Оценка          |
| Издание         | 3DS             | Wii U           |
| --------------- | --------------- | --------------- |
| GameRankings    | 86,10 %         | 92,39 %         |